# Boldklubben Fremad Valby
Boldklubben Fremad Valby er en dansk idrætsforening fra Valby, der har fodbold som hovedaktivitet, men som også har afdelinger for håndbold, svømning og gymnastik samt motion for ældre. Klubben blev stiftet den 21. august 1904 og var en ren fodboldklub indtil 1950, hvor den blev udvidet med en håndboldafdeling for kvinder. Siden 2001 har Fremad Valby haft sit eget moderne klubhus, "Bevægelseshuset", hvis 999 m² bl.a. indeholder faciliteter til aktiviteter som bordtennis, gymnastik, fitness, vaskeri og "Hall of Fame". Klubhuset er beliggende overfor tribunen i Valby Idrætspark, hvor klubbens fodboldhold spiller sine hjemmekampe. 
Navnet "Fremad" henviser til arbejderbevægelsen og ikke mindst boligforeninger knyttet til denne.
Foreningen er medlem af DBU København under Dansk Boldspil-Union, og håndboldafdelingen er tilsluttet Dansk Håndbold Forbund, mens svømmeafdelingen er medlem af Dansk Svømmeunion.
Fodboldafdelingen er en af Danmarks største fodboldklubber og har i sæsonen 2024 ca. 2000 medlemmer af foreningen med 62 tilmeldte turneringshold – og i 2019 var kvinde-/pigeafdelingen Københavns største. Klubben har hold til alle aldersklasser fra 2-5 år (såkalte smølfehold) til 60+ år. Klubbens førstehold for mænd har som bedst spillet ti sæsoner i 3. divison, der på det tidspunkt var Danmarks tredjebedste række, i perioderne 1979-83 og 1986-90, hvor Fremad Valbys bedste placering var en fjerdeplads i sæsonen 1981. Den sæson havde holdet i sidste spillerunde faktisk muligheden for at sikre sig oprykning til 2. division med en sejr på udebane mod Nørresundby Boldklub, men den afgørende kamp blev tabt med 0-2.
Rekorden for fleste førsteholdskampe indehaves af formanden Steen Pedersen, som har spillet 402 kampe.

## Klubbens historie
Der er for få eller ingen kildehenvisninger i denne artikel, hvilket er et problem. Du kan hjælpe ved at angive troværdige kilder til de påstande, som fremføres i artiklen.

Klubben blev stiftet den 21. august 1904 i byggeforeningen Den røde by i Valby bag Langgade Station og Timotheus Kirke af seks drenge i alderen 10-12 år: Niels Andersen, Christian Christensen, Orla Eggers, Thorvald Køppen, Axel Rasmussen og Christian Rasmussen, hvoraf sidstnævnte blev foreningens første formand. Kontingentet blev fastsat til 2 øre pr. uge/uge – dog måtte de bedrestillede 5 øre om ugen. Foreningen startede som en gymnastikforening, hvor man udførte legemsøvelser for enden af byggeforeningen på et sammentømret stativ med ringe og trapez, der seneste blev udvidet med en selvanlagt løbebane, der dog aldrig blev helt færdig. På etårsdagen for stiftelsen beslutter man – anført af nytilkomne Poul Rasmussen, der straks bliver valgt til formand – for 2,18 kr. at anskaffe en brugt fodbold fra Kjøbenhavns Boldklub. I starten spillede man kampe mod andre byggeforeninger i området. Premieren stod på marken ved Hartmanns og Overbyes Allé i en kamp mod ”den hvide byggeforening”, som man vinder med 4-0.  I begyndelsen spillede klubben i blå trøjer og hvide bukser. Men i 1910 anskaffede man røde trøjer med hvide ærmeopslag og hvid halskrave, således at trøjefarven passede med "Den røde Byggeforening".
Den første fodbold holdt efter sigende til 1908, hvor man i forbindelse med en træningskamp mod Concordia blev uvenner, hvilket førte til, at en af Concordia-spillerne skar bolden i stykker, men klubben fik samlet penge ind til en ny.
I foråret 1913 flyttede klubben hjemmebane til tømmerhandler Lehmanns jord ved Vigerslev Allés Skole, hvor den dog blot hørte hjemme et halvt år, inden den senere i 1913 flyttede videre til Valby Fælled, hvor Københavns Kommune havde reserveret 10 tønder land til Valby-klubberne, der samtidig stiftede Valby Boldspil Union (VBU) med tegner Holm fra Boldklubben Trekanten og Fernando Schmidt fra Fremad Valby som frontfigurer. VBU udskrev pokalturneringer med deltagelse af klubberne Fremad Valby, Olympia, Trekanten, Frederiksberg, B 1912 og Tre Stjerner. Fremad Valby vandt Valby-turneringen de første 3 år i træk og dermed den udsatte pokal til ejendom.
I 1917 fejrede Fremad Valbys 15-årsjubilæum, hvor den eneste tilbageværende fra stiftelsen var formand Axel Rasmussen. Jubilæumsfesten blev afholdt i forsamlingshuset på Hartmanns Alle, og der blev også afviklet et jubilæumsstævne med deltagelse af otte hold, hvor Fremad Valby i første runde tabte til Fremad Amager. Finalen var et opgør mellem Boldklubben Borup og B 1912.
Fremad Valby var også i en periode medlem af Københavns Forstadsklubbers Boldspil Union (KFBU), inden klubben i 1920 meldte sig ind i Kjøbenhavns Boldspil-Union (KBU). I KFBU's program for 1919 fremgik det, at Fremad Valby trænede fodbold hver søndag kl. 10 samt tirsdag og torsdag aften fra kl. 18:30, og at klubben agiterede efter aktive medlemmer. Sammen med Fremad Amager og B 1912 valgte Fremad Valby op til sæsonen 1920-21 at søge optagelse i KBU. Det fik KFBU, som klubben indtil da ellers havde været medlem af og deltager hos, til at betegne de tre klubber som overløbere, fordi de ikke ville vente og sammen med KFBU samlet opnå tilknytning til KBU. De tre klubber var imidlertid kommet for sent med deres KBU-tilmelding, så de blev placeret i en særskilt turnering, hvor de i efteråret 1920 deltog "uden for nummer", således at de tre klubber spillede kampe mod de øvrige hold i B-rækken – Borup, Handelsstandens Boldklub, HIK, Velo og Viktoria – men resultaterne talte ikke med i stillingen for B-rækken i sæsonen 1920-21.
Fremad Valby optrådte for første gang i KBU's officielle kampprogram i foråret 1921, hvoraf det fremgik, at klubben stillede med to seniorhold. Første kamp i KBU-regi var mod HIK den 26. september 1920, som Fremad Valby tabte med 0-2. Den første tællende KBU-kamp foregik på udebane den 3. april 1921 mod Borup, som Fremad Valby tabte med 0-2. Den følgende søndag spillede Fremad Valby sin første KBU-hjemmekamp mod Fremad Amager.
Medlemstallet faldt imidlertid, og Fremad Valby var tæt på opløsning i 1921, og klubben deltog ikke igen aktivt under KBU før i 1923. Klubben startede så småt op i Valbyturneringen i 1922, før den fra sæsonen 1923-24 startede på sin anden aktive periode under KBU, hvor den stiller med to senior- og et juniorhold. Op til KBU's årlige generalforsamling i 1925 havde Fremad Amager protesteret over, at unionen ville lade klubben beholde Fremad-navnet, når den blev som ordinært medlem. Protesten blev dog nedstemt, og optagelsen igennem med stemmerne 65 mod 0. Dog lovede KBU's bestyrelse fremover at være mere striks med tilladte klubnavne.
I 1930 fik Fremad Valby sammen med Boldklubben Hellas tilladelse til at benytte Vigerslev Alles Skoles bane på Saxtorphsvej til aftentræning og kampe i weekender. I forbindelse med indflytningen i Valby Idrætspark fik klubben stillet et gammelt militærskydehus til rådighed som klubhus. Det bliver i 1933 udbygget med et købt sommerhus, hvilket inkl. flytteomkostninger kostede under 200 kr. Derved kunne man skilte med omklædningsrum til både senior og ungdom samt et lille lokale for medlemmer og et rum til materialer, hjørneflag, bolde m.m. Et nyt klubhus indviedes i oktober 1942.
I 1940 ansættes den første træner, hr. H.F. Madsen, der i 3 år havde trænet B 1908. Det er opgangstid for klubben, der opnår at blive gældfri og endda opbygge et kasseoverskud.
Foreningen udvidedes i 1950 med en håndboldafdeling for kvinder. Senere samme år starter klubben også op med håndbold for mænd.
I 1969 havde Fremad Valby de første drøftelser med Valby Boldklub om opførelse af et fælles klubhus samtidig med at man indviede tribunen i Valby Idrætspark. Det første spadestik til klubhuset blev taget i 1971 på et stykke jord op til Grønttorvet og Køgevej, som overborgmester Urban Hansen havde godkendt. Huset indviedes den 3. marts 1971.
I begyndelsen af 2000-tallet fik man opført sit eget klubhus lige over for tribunen i Valby Idrætspark – det såkaldte "Bevægelseshus", der blev indviet den 10. august 2001.

## Fodbold

### Klubbens trænere
- 200?-2007: Frank Skytte
- 2007-2008: Kenn Jacobsen
- 2008-2009: Peter Alsted
- 2010-201?: Jan Bjur

### Tidligere spillere
- Sammy Youssouf (barndomsklub)

### Sæsoner
Sæsonresultater for klubbens bedste seniorhold for mænd siden den reelle start under Kjøbenhavns Boldspil-Union i 1923.
| Sæson        | Division                           | Plac. | K  | Målscore | P  | Kommentar                                  | Ref.                                            |
| ------------ | ---------------------------------- | ----- | -- | -------- | -- | ------------------------------------------ | ----------------------------------------------- |
| 1923-24      | B-rækken, pulje 1                  | 4/10  | 9  | 8-12     | 9  |                                            | Arkiveret 7. maj 2019 hos Wayback Machine       |
| 1924-25      | B-rækken, pulje 1                  | 3/7   | 12 | 34-24    | 15 |                                            | Arkiveret 7. maj 2019 hos Wayback Machine       |
| 1925-26      | B-rækken, pulje 1                  | 3/12  | 11 | 27-14    | 15 |                                            | Arkiveret 7. maj 2019 hos Wayback Machine       |
| 1926-27      | B-rækken, pulje 1                  | 3/10  | 9  | 36-17    | 12 |                                            | Arkiveret 7. maj 2019 hos Wayback Machine       |
| 1927-28      | B-rækken, pulje 1                  | 6/10  | 9  | 21-20    | 8  |                                            | Arkiveret 13. april 2021 hos Wayback Machine    |
| 1928-29      | B-rækken, pulje 1                  | 5/11  | 10 | 26-22    | 12 |                                            | Arkiveret 16. april 2021 hos Wayback Machine    |
| 1929-30      | B-rækken, pulje 1                  | 3/11  | 10 | 33-18    | 15 |                                            | Arkiveret 22. maj 2019 hos Wayback Machine      |
| 1930-31      | B-rækken, pulje 1                  | 1/11  | 20 | 104-27   | 37 | Oprykning til A-rækken                     | Arkiveret 1. juni 2019 hos Wayback Machine      |
| 1931-32      | A-rækken, pulje 1                  | 7/14  | 13 | 40-40    | 13 |                                            | Arkiveret 1. juni 2019 hos Wayback Machine      |
| 1932-33      | A-rækken, pulje 1                  | 7/14  | 13 | 32-30    | 12 |                                            | Arkiveret 1. juni 2019 hos Wayback Machine      |
| 1933-34      | A-rækken, pulje 1                  | 13/15 | 14 | 24-41    | 7  |                                            | Arkiveret 1. juni 2019 hos Wayback Machine      |
| 1934-35      | A-rækken, pulje 1                  | 2/16  | 15 | 48-27    | 23 |                                            | Arkiveret 1. juni 2019 hos Wayback Machine      |
| 1935-36      | A-rækken, pulje 1                  | 13/16 | 15 | 31-48    | 11 |                                            | Arkiveret 1. juni 2019 hos Wayback Machine      |
| 1936-37      | A-rækken, pulje 1                  | 15/16 | 15 | 27-50    | 8  | Nedrykning til B-rækken                    | Arkiveret 16. april 2021 hos Wayback Machine    |
| 1937-38      | B-rækken, pulje 1                  | 6/15  | 14 | 42-30    | 18 |                                            | Arkiveret 5. marts 2021 hos Wayback Machine     |
| 1938-39      | B-rækken, pulje 1                  | 1/14  | 13 | 56-16    | 22 | Oprykning til A-rækken                     | Arkiveret 11. april 2021 hos Wayback Machine    |
| 1939-40      | A-rækken, pulje 1                  | 11/16 | 15 | 24-33    | 12 |                                            | Arkiveret 7. marts 2021 hos Wayback Machine     |
| 1940-41      | A-rækken, pulje 1                  | 8/16  | 15 | 49-47    | 15 |                                            | Arkiveret 15. april 2021 hos Wayback Machine    |
| 1941-42      | A-rækken, pulje 1                  | 15/16 | 15 | 25-53    | 8  |                                            | Arkiveret 4. marts 2021 hos Wayback Machine     |
| 1942-43      | A-rækken, pulje 1                  | 7/16  | 15 | 37-45    | 15 |                                            | Arkiveret 7. marts 2021 hos Wayback Machine     |
| 1943-44      | A-rækken, pulje 1                  | 9/16  | 15 | 43-39    | 14 |                                            | Arkiveret 15. april 2021 hos Wayback Machine    |
| 1944-45      | A-rækken, pulje 1                  | 6/16  | 15 | 47-36    | 18 |                                            | Arkiveret 20. april 2021 hos Wayback Machine    |
| 1945-46      | A-rækken, pulje 1                  | 8/16  | 15 | 44-42    | 16 |                                            | Arkiveret 26. februar 2021 hos Wayback Machine  |
| 1946-47      | A-rækken, pulje 1                  | 8/16  | 15 | 55-44    | 16 |                                            | Arkiveret 13. april 2021 hos Wayback Machine    |
| 1947-48      | KS 1 A                             | 7/10  | 18 | 42-45    | 15 |                                            | (Webside ikke længere tilgængelig)              |
| 1948-49      | KS 1 A                             | 9/10  | 18 | 44-46    | 14 |                                            | Arkiveret 20. april 2021 hos Wayback Machine    |
| 1949-50      | KS 1 A                             | 3/10  | 18 | 28-29    | 20 |                                            | Arkiveret 13. april 2021 hos Wayback Machine    |
| 1950-51      | KS 1 A                             | 3/10  | 18 | 37-30    | 21 |                                            | Arkiveret 16. april 2021 hos Wayback Machine    |
| 1951-52      | KS 1 A                             | 9/10  | 18 | 19-47    | 9  |                                            | Arkiveret 26. februar 2021 hos Wayback Machine  |
| 1952-53      | KS 1 A                             | 4/10  | 18 | 38-31    | 21 |                                            | Arkiveret 10. maj 2021 hos Wayback Machine      |
| 1953-54      | KS 1 A                             | 9/11  | 20 | 36-56    | 16 |                                            | Arkiveret 16. april 2021 hos Wayback Machine    |
| 1954-55      | KS 1 A                             | 5/10  | 18 | 39-36    | 18 |                                            | Arkiveret 7. marts 2021 hos Wayback Machine     |
| 1955-56      | KS 1 A                             | 10/10 | 18 | 27-71    | 6  | Nedrykning til KS 2                        | Arkiveret 27. februar 2021 hos Wayback Machine  |
| 1956-57      | KS 2                               | 9/10  | 27 | 54-87    | 17 |                                            | Arkiveret 11. april 2021 hos Wayback Machine    |
| 1958         | KS 2                               | 10/10 | 18 | 35-85    | 5  | Nedrykning til KS 4                        | Arkiveret 16. april 2021 hos Wayback Machine    |
| 1959         | KS 4                               | 4/10  | 18 | 52-43    | 22 |                                            | Arkiveret 20. april 2021 hos Wayback Machine    |
| 1960         | KS 4                               | 8/10  | 18 | 52-72    | 12 |                                            | Arkiveret 13. april 2021 hos Wayback Machine    |
| 1961         | KS 4                               | 7/10  | 18 | 44-90    | 14 |                                            | Arkiveret 26. februar 2021 hos Wayback Machine  |
| 1962         | KS 2                               | 10/10 | 18 | 34-48    | 10 |                                            | Arkiveret 16. april 2021 hos Wayback Machine    |
| 1963         | KS 1 A                             | 8/10  | 18 | 31-36    | 15 |                                            | Arkiveret 26. november 2024 hos Wayback Machine |
| 1964         | KS 1 A                             | 5/10  | 18 | 32-30    | 19 |                                            | Arkiveret 1. november 2020 hos Wayback Machine  |
| 1965         | KS 1 A                             | 3/12  | 22 | 43-24    | 28 | Oprykning til Danmarksserien               | Arkiveret 6. marts 2021 hos Wayback Machine     |
| 1966         | Danmarksserien, kreds 1            | 7/12  | 22 | 52-54    | 23 |                                            | [ 7 ]                                           |
| 1967         | Danmarksserien, kreds 1            | 9/12  | 22 | 38-44    | 22 |                                            | [ 8 ]                                           |
| 1968         | Danmarksserien, kreds 1            | 10/12 | 22 | 53-52    | 19 |                                            | [ 9 ]                                           |
| 1969         | Danmarksserien, kreds 1            | 10/12 | 22 | 36-60    | 16 |                                            | [ 10 ]                                          |
| 1970         | Danmarksserien, kreds 1            | 10/12 | 22 | 28-62    | 13 |                                            | [ 11 ]                                          |
| 1971         | Danmarksserien, kreds 1            | 12/12 | 22 | 19-63    | 9  |                                            | [ 12 ]                                          |
| 1972         | Københavnsserien, pulje A          | 5/10  | 18 | 30-34    | 16 |                                            | [ 13 ]                                          |
| 1973         | Københavnsserien, pulje A          | 6/12  | 22 | 26-45    | 21 |                                            | [ 14 ]                                          |
| 1974         | Københavnsserien, pulje A          | 3/12  | 22 | 44-32    | 27 |                                            | [ 15 ]                                          |
| 1975         | Københavnsserien, pulje A          | 4/12  | 22 | 36-41    | 24 |                                            | [ 16 ]                                          |
| 1976         | Københavnsserien, pulje A          | 1/12  | 22 | 55-30    | 33 | Oprykning til Danmarksserien               | [ 17 ]                                          |
| 1977         | Danmarksserien, kreds 1            | 4/12  | 22 | 48-38    | 28 |                                            | [ 18 ]                                          |
| 1978         | Danmarksserien, kreds 1            | 1/12  | 22 | 44-29    | 31 | Oprykning til 3. division                  | [ 19 ]                                          |
| 1979         | 3. division                        | 8/16  | 30 | 39-42    | 29 |                                            | [ 20 ]                                          |
| 1980         | 3. division                        | 7/16  | 30 | 36-38    | 33 |                                            | [ 21 ]                                          |
| 1981         | 3. division                        | 4/16  | 30 | 57-29    | 41 |                                            | [ 2 ]                                           |
| 1982         | 3. division                        | 9/16  | 30 | 47-57    | 27 |                                            | [ 22 ]                                          |
| 1983         | 3. division                        | 13/16 | 30 | 41-45    | 27 | Nedrykning til Danmarksserien              | [ 23 ]                                          |
| 1984         | Danmarksserien, kreds 1            | 3/12  | 22 | 49-28    | 30 |                                            | [ 24 ]                                          |
| 1985         | Danmarksserien, kreds 2            | 1/12  | 22 | 30-28    | 25 | Oprykning til 3. division                  | [ 25 ]                                          |
| 1986         | 3. division øst                    | 2/14  | 26 | 47-30    | 33 |                                            | [ 26 ]                                          |
| 1987         | 3. division øst                    | 8/14  | 26 | 40-45    | 24 |                                            | [ 27 ]                                          |
| 1988         | 3. division øst                    | 6/14  | 26 | 36-36    | 25 |                                            | [ 28 ]                                          |
| 1989         | 3. division øst                    | 8/14  | 26 | 39-43    | 24 |                                            | [ 29 ]                                          |
| 1990         | 3. division vest                   | 10/14 | 26 | 27-47    | 21 |                                            | [ 30 ]                                          |
| 1991         | Danmarksserien, kreds 1            | 8/16  | 30 | 62-50    | 31 |                                            | [ 31 ]                                          |
| 1992         | Danmarksserien, kreds 2            | 15/16 | 30 | 42-74    | 19 | Nedrykning til Københavnsserien            | [ 32 ]                                          |
| 1993         | Københavnsserien                   | 7/14  | 26 | 41-51    | 27 |                                            | Arkiveret 26. februar 2021 hos Wayback Machine  |
| 1994         | Københavnsserien                   | 13/14 | 26 | 34-59    | 17 | Nedrykning til Serie 1                     | Arkiveret 27. februar 2021 hos Wayback Machine  |
| 1995         | Serie 1, kreds 2                   | 1/14  | 26 | 91-32    | 65 | Oprykning til Københavnsserien             | Arkiveret 11. april 2021 hos Wayback Machine    |
| 1996         | Københavnsserien                   | 14/14 | 26 | 42-64    | 25 | Nedrykning til Serie 1                     | Arkiveret 26. april 2024 hos Wayback Machine    |
| 1997         | Serie 1, kreds 2                   | 5/14  | 26 | 44-40    | 39 |                                            | Arkiveret 16. april 2021 hos Wayback Machine    |
| 1998         | Serie 1, kreds 2                   | 4/14  | 26 | 66-42    | 48 |                                            | Arkiveret 26. februar 2021 hos Wayback Machine  |
| 1999         | Serie 1, kreds 2                   | 1/14  | 26 | 93-28    | 62 | Oprykning til Københavnsserien             | Arkiveret 3. marts 2021 hos Wayback Machine     |
| 2000         | Københavnsserien                   | 7/14  | 26 | 65-52    | 39 |                                            | Arkiveret 11. april 2021 hos Wayback Machine    |
| 2001         | Københavnsserien                   | 13/14 | 26 | 31-72    | 9  | Nedrykning til Serie 1                     | Arkiveret 13. april 2021 hos Wayback Machine    |
| 2002         | Serie 1, pulje 2                   | 13/14 | 26 | 32-75    | 15 |                                            | Arkiveret 13. april 2021 hos Wayback Machine    |
| 2003         | Serie 1, pulje 2                   | 11/14 | 26 | 39-60    | 25 |                                            | Arkiveret 16. april 2021 hos Wayback Machine    |
| 2004         | Serie 1, pulje 2                   | 5/14  | 26 | 49-45    | 40 |                                            | Arkiveret 16. april 2021 hos Wayback Machine    |
| 2005         | Serie 1, pulje 2                   | 3/14  | 26 | 68-42    | 52 |                                            | Arkiveret 16. april 2021 hos Wayback Machine    |
| 2006         | Serie 1, pulje 2                   | 1/14  | 26 | 73-24    | 62 | Oprykning til Københavnsserien             | Arkiveret 16. april 2021 hos Wayback Machine    |
| 2007         | Københavnsserien                   | 12/14 | 26 | 38-52    | 25 |                                            | Arkiveret 20. juni 2020 hos Wayback Machine     |
| 2008 forår   | Københavnsserien                   | 13/14 | 13 | 10-30    | 7  |                                            | Arkiveret 16. april 2021 hos Wayback Machine    |
| 2008 efterår | Københavnsserien, pulje 1B         | 3/6   | 10 | 27-16    | 16 |                                            | Arkiveret 16. april 2021 hos Wayback Machine    |
| 2008 efterår | Københavnsserien, nedr.pulje 1D    | 2/5   | 4  | 11-10    | 6  |                                            | Arkiveret 16. april 2021 hos Wayback Machine    |
| 2009 forår   | Københavnsserien                   | 13/14 | 13 | 12-23    | 11 |                                            | Arkiveret 20. april 2021 hos Wayback Machine    |
| 2009-10      | Københavnsserien                   | 9/14  | 26 | 38-48    | 31 |                                            | Arkiveret 20. april 2021 hos Wayback Machine    |
| 2010-11      | Københavnsserien                   | 4/14  | 26 | 62-29    | 49 |                                            | Arkiveret 25. februar 2021 hos Wayback Machine  |
| 2011-12      | Københavnsserien                   | 4/14  | 26 | 60-40    | 48 |                                            | Arkiveret 6. marts 2021 hos Wayback Machine     |
| 2012-13      | Københavnsserien                   | 7/14  | 26 | 59-45    | 37 |                                            | Arkiveret 11. april 2021 hos Wayback Machine    |
| 2013-14      | Københavnsserien                   | 2/14  | 26 | 51-34    | 49 | Oprykning til Danmarksserien               | Arkiveret 20. april 2021 hos Wayback Machine    |
| 2014-15      | Danmarksserien, pulje 1            | 14/14 | 26 | 34-63    | 14 | Nedrykning til Københavnsserien            |                                                 |
| 2015-16      | Københavnsserien                   | 1/14  | 26 | 60-29    | 59 | Oprykning til Danmarksserien               |                                                 |
| 2016-17      | Danmarksserien, pulje 2            | 7/10  | 27 | 42-63    | 30 |                                            |                                                 |
| 2017-18      | Danmarksserien, pulje 2            | 5/10  | 27 | 43-30    | 44 |                                            |                                                 |
| 2018-19      | Danmarksserien, pulje 2            | 8/10  | 27 | 40-57    | 28 |                                            |                                                 |
| 2019-20      | Danmarksserien, pulje 1            | 5/10  | 14 | 19-18    | 20 | Ikke færdigspillet pga. COVID-19-pandemien |                                                 |
| 2020-21      | Danmarksserien, pulje 1            | 9/11  | 20 | 30-45    | 17 | Nedrykning til Københavnsserien            |                                                 |
| 2021-22      | Københavnsserien                   | 2/13  | 24 | 54-32    | 51 |                                            |                                                 |
| 2021-22      | Oprykningskampe til Danmarksserien | 3/3   | 1  | 0-2      | 0  |                                            |                                                 |
| 2022-23      | Københavnsserien                   | 3/14  | 26 | 69-21    | 62 |                                            |                                                 |
| 2023-24      | Københavnsserien                   | 6/14  | 26 | 55-56    | 32 |                                            |                                                 |
| 2024-25      | Københavnsserien                   | /14   |    | -        |    |                                            |                                                 |

## Håndbold
Tekst mangler, hjælp os med at skrive teksten

## Svømning
Fremad Valby tilbyder svømmeundervisning i Valby Vandkulturhus til børn i alderen 5-12 år.